# Devprayag
Devprayag (ook gespeld als Dev Prayag) is een nagar panchayat (plaats) in het district Tehri Garhwal van de Indiase staat Uttarakhand. De samenvloeiing van de rivieren de Alaknanda en de Bhagirathi vormt hier de bron van de heilige rivier de Ganges.

## Demografie
Volgens de Indiase volkstelling van 2001 wonen er 2.144 mensen in Devprayag, waarvan 52% mannelijk en 48% vrouwelijk is. De plaats heeft een alfabetiseringsgraad van 77%.